# 内山博之
内山 博之（うちやま ひろゆき、1968年〈昭和43年〉1月12日）は、日本の厚生・厚生労働官僚。

## 経歴
埼玉県さいたま市出身。埼玉県立浦和高等学校を経て、1991年（平成3年）東京大学法学部を卒業し、厚生省入省。
入省後、主に年金・福祉分野などに携わり、大臣官房総務課企画官、年金局企業年金国民年金基金課長、社会・援護局障害保健福祉部障害福祉課長、同部企画課長、内閣府地方創生推進事務局参事官、年金局総務課長、内閣官房副長官補付内閣審議官、デジタル庁国民向けサービスグループ次長などを歴任。
2023年（令和5年）7月4日、厚生労働省大臣官房医薬産業振興・医療情報審議官に就任。医薬品の安定供給や、創薬力の強化、医療DXに取り組んだ。また、医療データに利活用について政府全体で取り組む課題と強調したほか、AIが電子カルテに入力する情報をフォーマット化して共通化するような手法への期待感を示した。
2025年（令和7年）7月1日、内閣府健康・医療戦略推進事務局長に就任。